# Барселонський університет
Барсело́нський університе́т (кат. Universitat de Barcelona, ісп. Universidad de Barcelona) — вищий навчальний заклад в Іспанії, університет у столиці Каталонії місті Барселоні.
Заснований у 1450 році. Входить до 200 найкращих вищих навчальних закладів світу, розташовується на 6-й позиції в рейтингу найкращих університетів Іспанії. Щороку університет видає близько 10 тисяч дипломів бакалавра та присуджує 400 докторських ступенів. Навчальний процес в університеті здійснюється іспанською та каталонською мовами, проте каталонська є офіційною мовою університету. Існують безкоштовні університетські курси каталанської мови.

## Факультети
- теологічний
- медичний
- інформаційних технологій
- мистецтв
- архівознавства
- біологічний
- економічний
- юридичний
- фармацевтичний
- філологічний
- фізичний
- географічний
- історичний
- геологічний
- математичний
- педагогічний
- психологічний
- філософський

## Випускники
- Маноло (Мануель) Нуньєс-Яновський — іспанський архітектор-урбаніст